# Marcel Prud'homme
Pour les articles homonymes, voir Prudhomme et Prud'homme.
Marcel Prud'homme, né le 30 novembre 1934 à Montréal et mort le 25 janvier 2017 à Ottawa, est un homme politique canadien, député à la Chambre des communes du Canada entre 1964 et 1993 puis sénateur fédéral de 1993 à 2009.

## Biographie
Élu député libéral fédéral en 1964 dans la circonscription de Saint-Denis, il est par la suite réélu huit fois.
Dans les années 1970, il a été secrétaire parlementaire de plusieurs ministres et ensuite président du Comité permanent de la Chambre des communes sur les Affaires étrangères.
Pour toute sa carrière à la Chambre des communes, il était député d'arrière-banc. Il a été défenseur de la cause palestinienne ce qui aurait pu l'empêcher d'entrer au cabinet canadien. 
En 1989, dans l'Opposition, il devient le critique libéral sur le contrôle des armes et le désarmement. En 1992, il devient le président du caucus libéral québécois. Le 1er juillet de la même année, il est nommé au Conseil Privé en l'honneur de son long service public en tant que parlementaire.
En 1993, le premier ministre progressiste-conservateur Brian Mulroney le nomme au sénat canadien où il siège en tant qu'indépendant. Il s'agissait d'une nomination non partisane du gouvernement de Mulroney, souvent accusé de favoritisme par les libéraux.
Sénateur actif, il intervient souvent sur des sujets clés tels que la place des Canadiens français au Canada, les droits des minorités, les affaires étrangères, et les droits des peuples autochtones.
Il a reçu plusieurs médailles incluant une décernée par l'Autorité palestinienne et une autre par le gouvernement de la Russie.
Il a exprimé à plusieurs reprises, en justifiant sa défense du peuple palestinien, que pour lui, défendre les droits humains veut dire tous les droits humains, peu importe la cause.
Après avoir quitté le Sénat en 2009, il décède le 25 janvier 2017,.

## Distinctions
- 2004 : Médaille de l'Assemblée nationale[4]
- 2008 : Doctorat honoris causa de l'Université d'Alger[5]